# Orłyne
Orłyne (ukr. Орлине, ros. Орлиное, Orlinoje) – wieś na Ukrainie, na Krymie, administracyjnie podporządkowana rejonowi bałakławskiemu miasta wydzielonego Sewastopol (de iure stanowiącego integralną część państwa ukraińskiego, w 2014 anektowanego wraz z całym Krymem przez Rosję). W 2001 liczyła 1951 mieszkańców, wśród których 151 wskazało jako ojczysty język ukraiński, 1470 rosyjski, 51 krymskotatarski, 8 białoruski, 11 ormiański, 259 inny, a 1 osoba się nie zadeklarowała. Według spisu ludności przeprowadzonego przez okupacyjne władze rosyjskie populacja wsi w 2014 wynosiła 2106 osób.